# İbrahim Hakkı Pascha

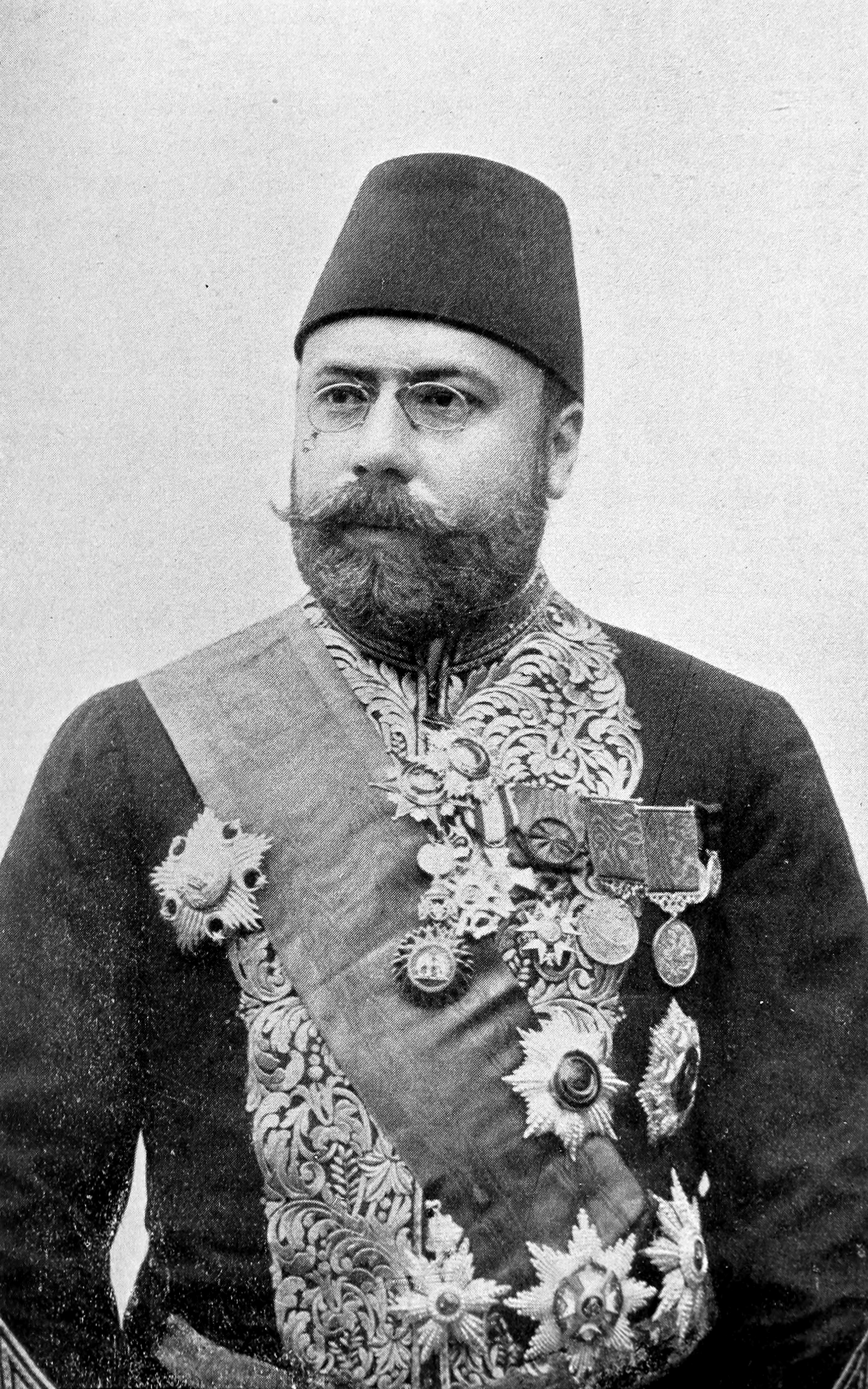
Ibrahim Hâkkı Pascha

İbrahim Hakkı Pascha (* 1863, Istanbul; † 29. Juli 1918, Berlin) war unter Sultan Mehmed V. vom 12. Januar 1910 bis zum 30. September 1911 der Großwesir des Osmanischen Reiches.
İbrahim Hakkı war der Sohn des Parlamentspräsidenten Sakızlı Mehmed Remzi Efendi. 1882 absolvierte er das Abitur am Elite-Gymnasiyum Mülkiye. Später arbeitete Hakkı als Lehrer an der Juraschule. In den Jahren 1890 bis 1897 wirkte er als Mutesarrıf von Jerusalem in gleichnamiger immediater osmanischer Provinz. Danach machte er Karriere, zuerst als Bürokrat und später als Minister unter der Regierung Kâmil Paschas. Danach wurde er 1908 Botschafter in Rom, bis er 1910 zum Großwesir ernannt wurde. Aufgrund des Angriffs Italiens auf Tripolitanien trat er von seinem Posten als Großwesir 1911 wieder zurück. 1915 wurde er zum Botschafter in Berlin ernannt. Er war auch ein Mitglied der osmanischen Delegation in Brest-Litowsk.
Während seiner Zeit als Großwesir unternahm er vom 9. August bis zum 29. September 1910 eine Kurreise nach Europa zur Behandlung seines Rheumatismus, was einige mediale Aufmerksamkeit erregte. Er starb am 29. Juli 1918 als amtierender osmanischer Botschafter in Berlin an Dysenterie und wurde auf dem Yahya-Efendi-Friedhof in Istanbul beigesetzt.
İbrahim Hakkı war Angaben der Großloge der Freien und Angenommenen Maurer der Türkei zufolge Freimaurer.